# Falköping
För andra betydelser, se Falköping (olika betydelser).
Falköping är en tätort i Västergötland och centralort i Falköpings kommun, Västra Götalands län, belägen på Falbygden mellan platåbergen Mösseberg och Ålleberg.

## Historia
Namnet Falköping betyder köpingen på falan, där fala är ett gammalt ord för utmark som ej är lämplig för odling, men bättre för bete.
Falköping och Falbygden har brukats av bönder sedan bondestenåldern. Kvar från forntiden finns en stor mängd gånggrifter. Falköping är byggt där flera landsvägar möts, och var från medeltiden fram till modern tid en handelsplats för främst kreatur.  Ännu på 1500 och 1600-talen var jordbruket falköpingsbornas huvudnäring, men hantverk hade en underordnad roll, enligt Sahlström, Falköping genom tiderna, band 1, 1940. När industrialiseringen kom blev det dock mer aktuellt med tillverkningsindustrier av såväl hattar, tyger, rullgardiner och konfektyrer. Stadens utsatta läge gjorde att den plundrades och brändes av danska trupper vid två tillfällen under 1500-talet.  
Falköping var länge en av Västergötlands minsta städer. Den fick ett kraftigt uppsving i mitten på 1800-talet när flera järnvägar drogs förbi orten som blev en viktig järnvägsknut. Jordbruket har alltid varit viktigt för Falköping, och i tätorten finns Falköpings Mejeri.

### Förhistorisk tid
Se även Lista över fasta fornminnen i Falköping (för omfattning av området för listan, se Falköpings stad#Sockenkod)
Staden ligger i en kuperad del av Västergötland mellan de två platåbergen Ålleberg och Mösseberg. Platsen har varit bebodd sedan slutet av istiden och brukad av boskapsskötande människor de senaste 6 000 åren, vilket medfört förekomsten av ett stort antal fornlämningar. Stenåldern dominerar med 1 dös från cirka 3400 f.Kr. och 28 gånggrifter från cirka 3300 f.Kr. samt ett flertal hällkistor från tiden 2400–1500 f.Kr. Falköping är Europas enda stad med denna mängd av megalitgravar som synliga inslag i gatubilden. I parker, gatukorsningar och på villatomter finns ett flertal monumentala gånggrifter med stora stenkammare.
Från bronsåldern är enstaka bronsföremål kända från trakten, liksom hällristningar, där Ranes sten är utmärkande genom sina skålgropar som omgärdar av en cirkelrund ränna längs kanten på ovansidan. Detta stenblock är numera placerat i Planteringsförbundets park (Plantis), strax intill gånggriften Kyrkerör.
Några enstaka järnåldersgravar men inga gravfält förekommer inne i staden och till denna grupp bör sannolikt även tingshögen räknas.
Falköpings historia från bondestenålder till järnålder

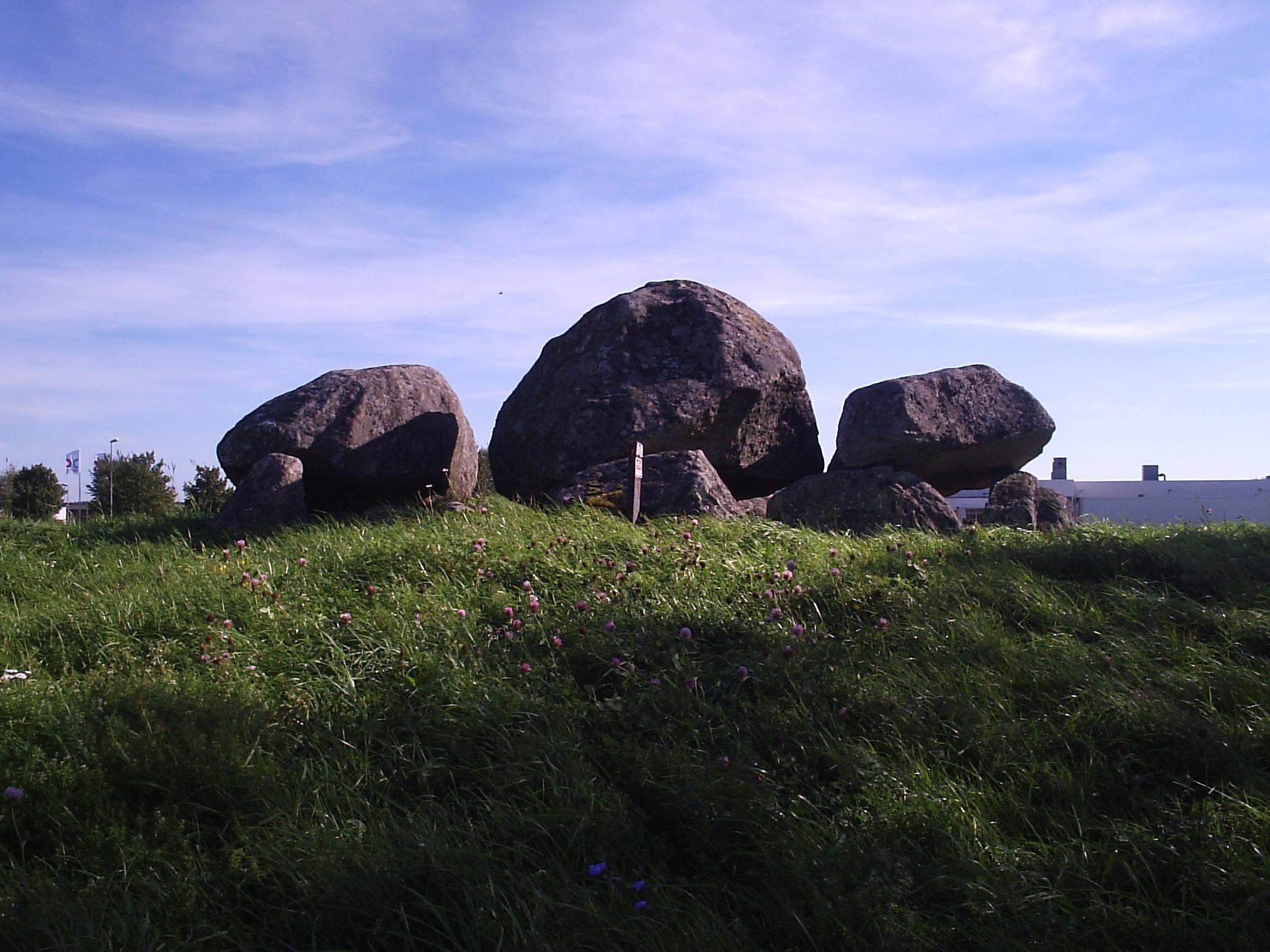
Hjelmarsrörs gånggrift (RAÄ Falköping 3:1) besöktes av Linné år 1746. Utgrävd 1868 av Bror Emil Hildebrand och 1994 av Anders Stinnholm.

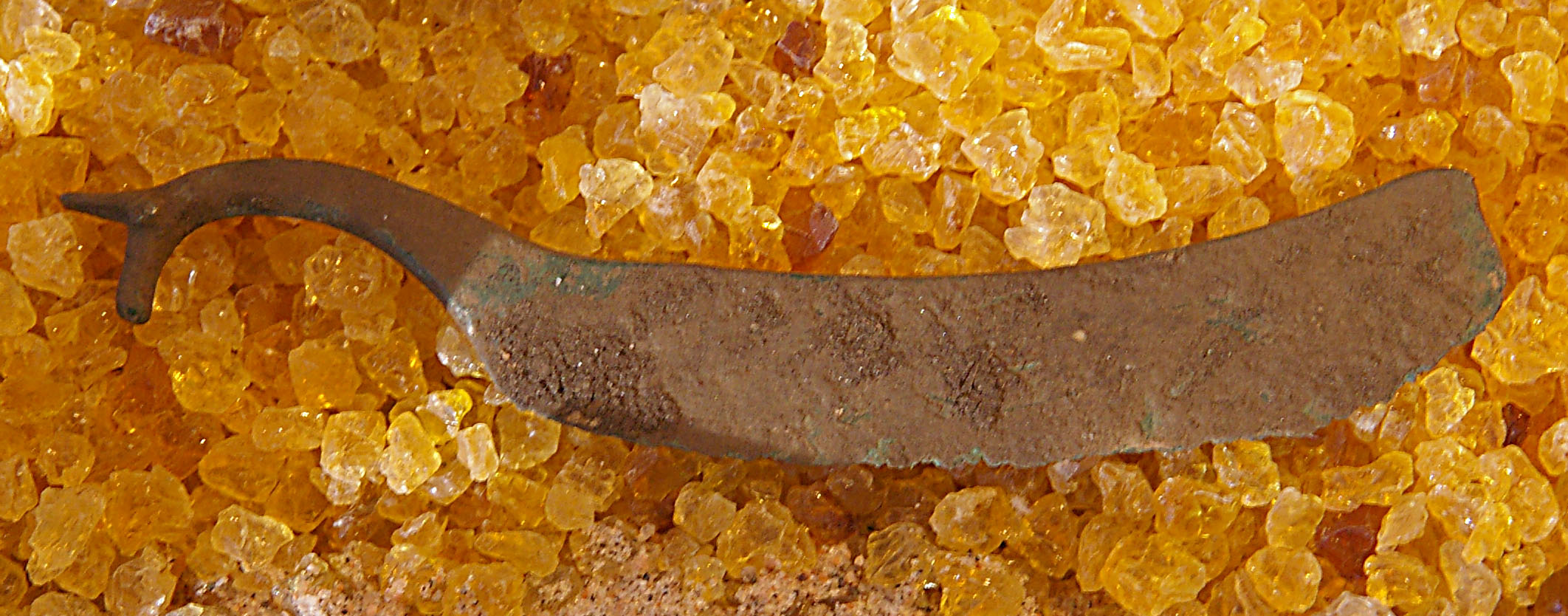
Ceremoniell rakkniv från bronsåldern funnen i gånggriften Firse sten vid utgrävningar 2008.

### Medeltid och 1500-tal
De äldsta skriftliga källorna där Falköping nämns är Rimbegla (1100-talet) och en stadga till Västgötalagen (1281). I Rimbegla uppges att Falköping höll fredagsting en gång om året. Normalt hölls ting på andra dagar än fredagar. Orsaken till att tinget hölls en fredag tros vara en hednisk kvarleva. Gudinnan Frigg var särskilt aktad i Falköpingstrakten och i Friggeråker norr om stadskärnan fanns tidigare, att döma av ortnamnets betydelse, en gammal hednisk kultplats tillägnad gudinnan Frigg.
Bland de många medeltida stavningarna av namnet finns Phalokopia (1331) och Ffallaköpwngh (1502). Den moderna stavningen hittas tidigast 1528. På latin kallas staden Falcopia och det tillhörande adjektiv är Falcopensis. På 1200-talet omtalas även Faluköpungs skäppa, vilket var en särskild kyrkoskatt. Stadens kyrka S:t Olof är från 1100-talet och anses vara av riksintresse.
Slaget vid Åsle ägde rum 1389, troligen någonstans i stadens närhet i riktning mot den södra delen av Åsle mosse. Staden brändes ner av danska trupper vid åtminstone två tillfällen. Detta skedde under ledning av Otto Krumpen år 1520 och av Daniel Rantzau år 1566. Skotthål från danska truppers beskjutning finns fortfarande kvar i den södra porten till S:t Olofs kyrka. År 1560, strax före Nordiska sjuårskriget, uppskattades Falköpings befolkning till 225 personer. År 1571, efter det att staden plundrats och bränts, uppskattas invånarantalet ha sjunkit till ca 100 personer.
Tillförlitliga befolkningstal från medeltiden finns inte att tillgå. Bo V:son Lundqvist uppskattar att det bodde 150–200 personer i Falköping under 1400-talet, men den permanenta befolkningen kan, i synnerhet i dåliga tider, ha varit färre än 100 personer.
Falköpings historia från medeltiden

### Linnés Västgötaresa

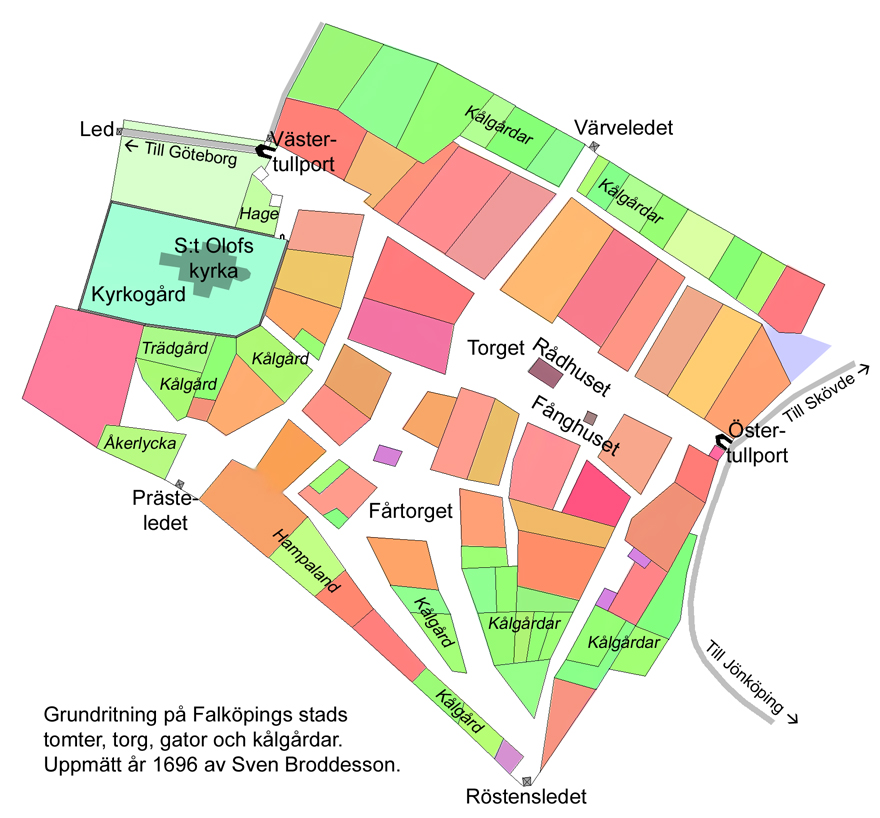
Falköping 50 år före Linné. En modern avritning av Sven Broddessons karta över staden från 1696.

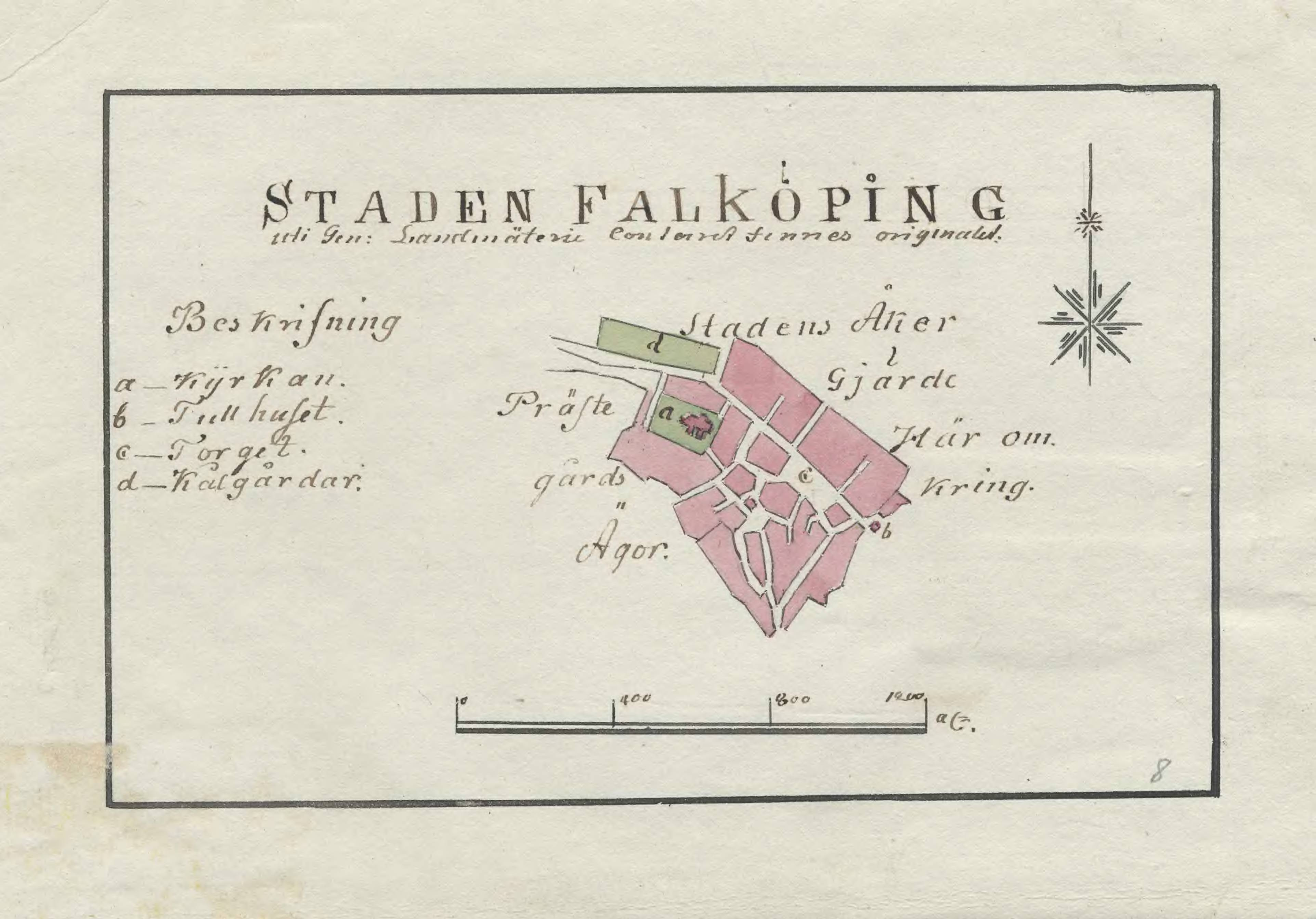
Karta över Falköping från 1790-talet

Carl von Linné besökte Falköping under sin Västgötaresa (1746). Han finner staden vara 400 steg lång och 200 steg bred och bestå av mestadels envånings trähus. Torget stegar han till 140 stegs längd och 66 stegs bredd. Linné konstaterar att torget är stort i förhållande till staden. Linné finner Falbygden helt utan träd och buskar. Byborna berättar att timmer måste transporteras från avlägsna skogar, och därför var dyrt. Att plantera buskar eller träd sågs som lönlöst, eftersom man inte kunde förhindra okynnesavverkning. Linné besöker gånggriften Hjelmarsrör som vid denna tid låg strax utanför stadskärnan.
År 1769 eldhärjades staden, drygt 200 år efter danskens härjningar under Nordiska sjuårskriget, och 2/3 av bebyggelsen brann ned. Orsaken till branden kunde inte fastställas utan den betraktades som en olyckshändelse.

### 1850-talet – staden expanderar
År 1828 beboddes Falköping av 450 personer, och det fanns 46 hästar, 46 oxar, 89 kor, 31 ungboskap, 122 får och 50 svin. År 1850 bodde 688 personer i Falköping. År 1900 hade antalet ökat till 3 135 personer. Den lilla handelsplatsen, som blev till i en vägkorsning, ökade nu i storlek tack vare järnvägsknuten strax norr om staden. 
År 1856 byggdes ett länslasarett, Sjukhuset i Falköping, som komplement till lasarettet i Mariestad från 1762.
År 1858 drogs Västra stambanan förbi Falköping. Fyra år senare (1862) anslöts Södra stambanan (nuvarande Jönköpingsbanan), vilket medförde att Falköping blev en järnvägsknut. Staden blev också slutstation för Västra Centralbanan. Stationen anlades på Ranten 1,5 km norr om staden, och en väg byggdes mellan Ranten och Falköpings stadskärna. Längs med vägen planterades en allé med träd. Kanske var det den stora bristen på träd på Falbygden, som fick staden att plantera allén. Trädplanteringar och alléer har ända sedan dess varit ett karaktärsdrag för staden. 
År 1867 öppnade en vattenkuranstalt Mössebergs kurort på Mössebergs östsluttning ca 1 km från järnvägsstationen. Det strategiska läget nära järnvägsstationen och Mössebergs klara luft och rena källvatten ansågs viktiga. En stockholmare med krämpor kunde avresa på morgonen och vara på Mössebergs kurort på eftermiddagen. Runt kurorten anlades en stor park och ett antal villor. På Mössebergs platå byggdes ett utsiktstorn (1902), som blev ett tydligt landmärke. 

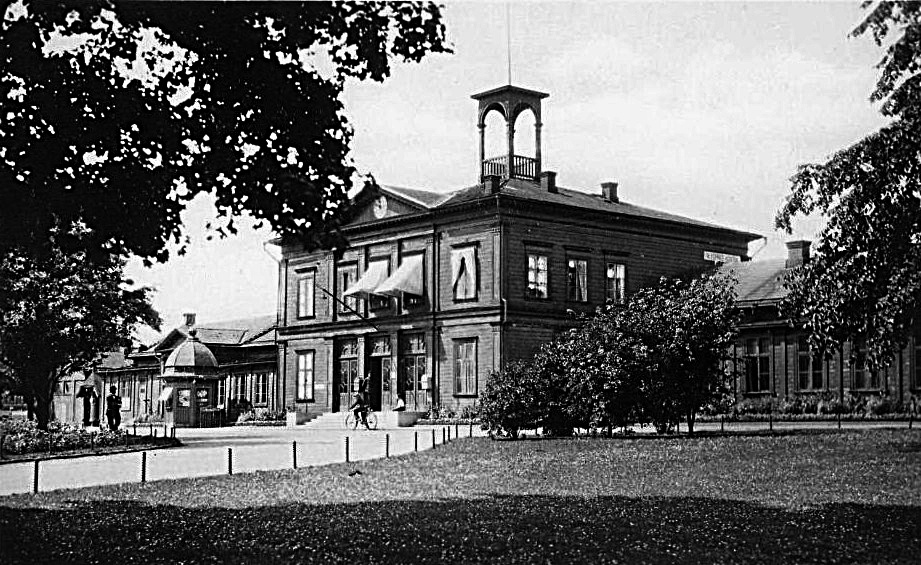
Falköping-Rantens stationshus byggdes 1858.
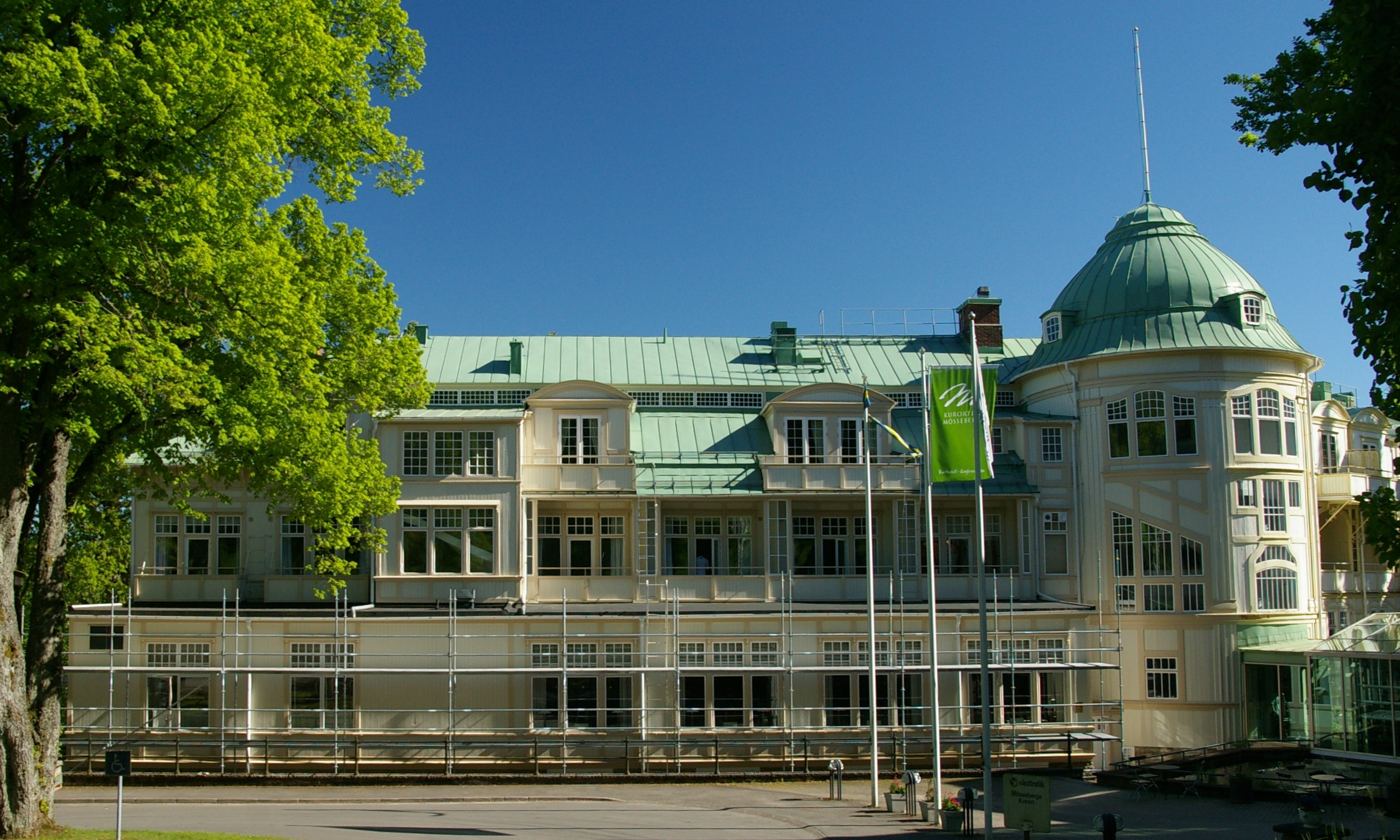
Mössebergs kurort.

### Administrativa tillhörigheter
Falköpings stad  ombildades vid kommunreformen 1862 till en stadskommun med delar av bebyggelsen i områdena närmast väster och öster därom i Falköpings västra socken/landskommun och Falköpings östra socken/landskommun. 1935 införlivades Falköpings västra socken i stadskommunen medan Falköpings östra landskommun 1952 uppgick i Vartofta landskommun. Stadskommunen utökades 1952 med Friggeråkers socken/landskommun varefter bebyggelsen bara upptog en mindre del av kommunens yta. 1971 uppgick Falköpings stad i Falköpings kommun och orten är sedan dess centralort i kommunen.
Orten hörde före 1983 till Falköpings stadsförsamling med delar i Falköpings landsförsamling, vilka slogs samman 1983 till Falköpings församling. från 2010 ligger även delar i den då bildade Mössebergs församling.
Orten ingick till 1954 i domkretsen för Falköpings rådhusrätt, för att därefter till 1971 ingå i Vartofta och Frökinds tingslag. Från 1971 till 2001 ingick Falköping i Falköpings domsaga, från 2001 till 2009 i Skövde domsaga och den ingår från 2009 i Skaraborgs domsaga.

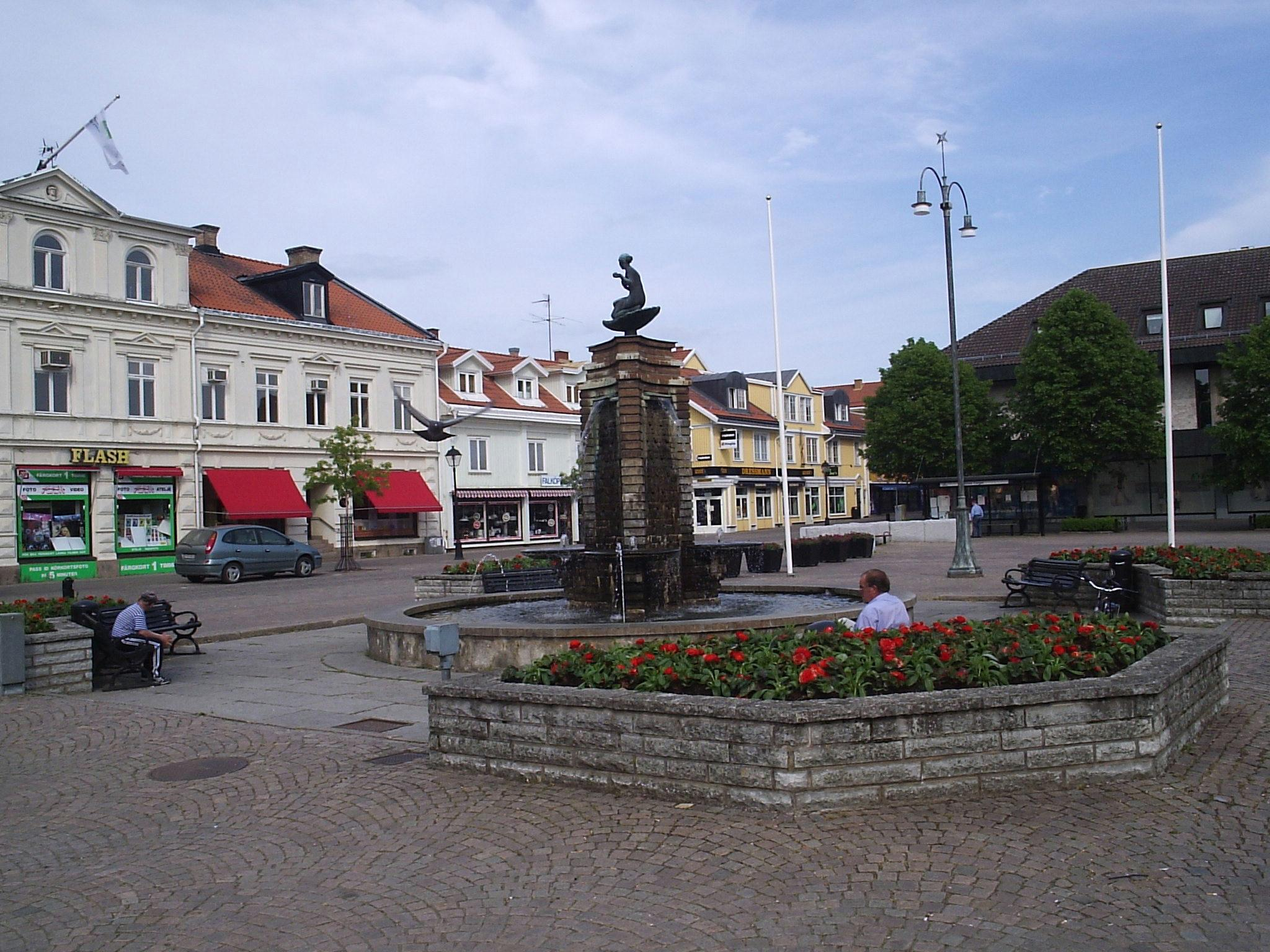
Stora torget med fontänen Venus i badet som är skapad av konstnären Ansgar Almquist. Fontänen kallas i folkmun för Malta-Johanna.

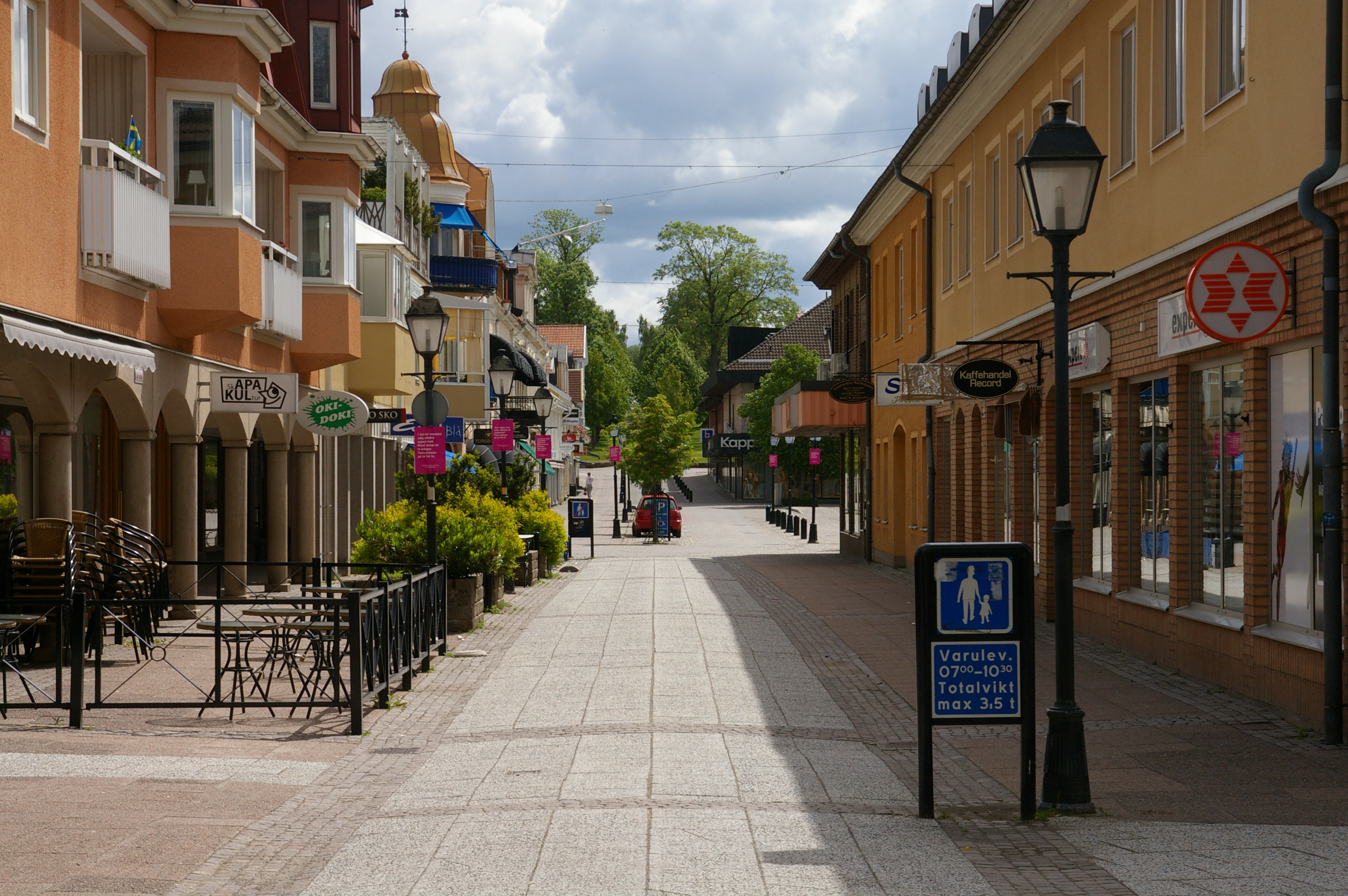
Storgatan byggdes (1985) om till gågata. Det var en del i kommunens satsning att snygga upp staden enligt Bevarandeplanen.

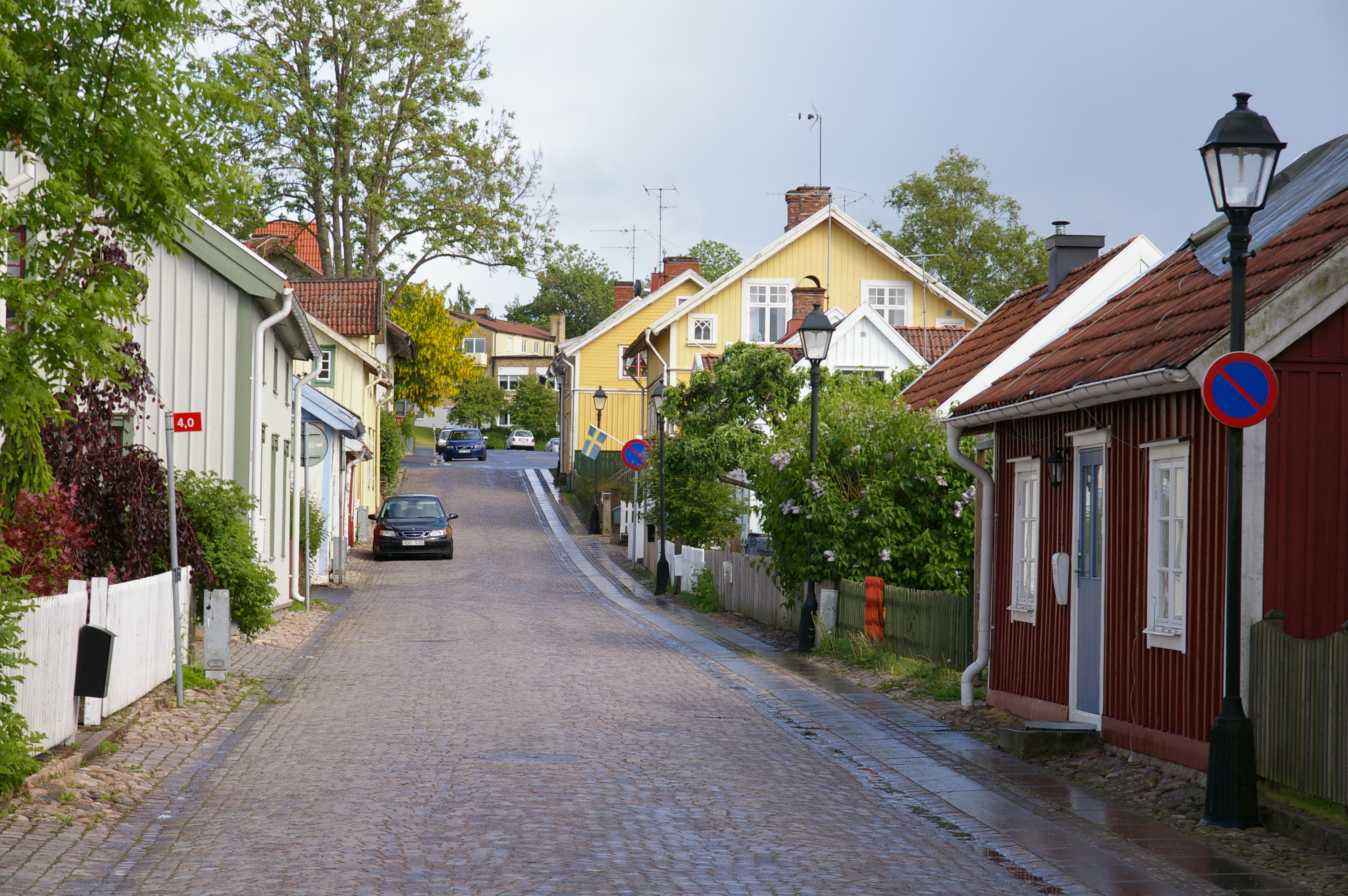
Repslagaregatan i Gamla stan. I kvarteret finns många ryggåsstugor från 1800-talet bevarade.

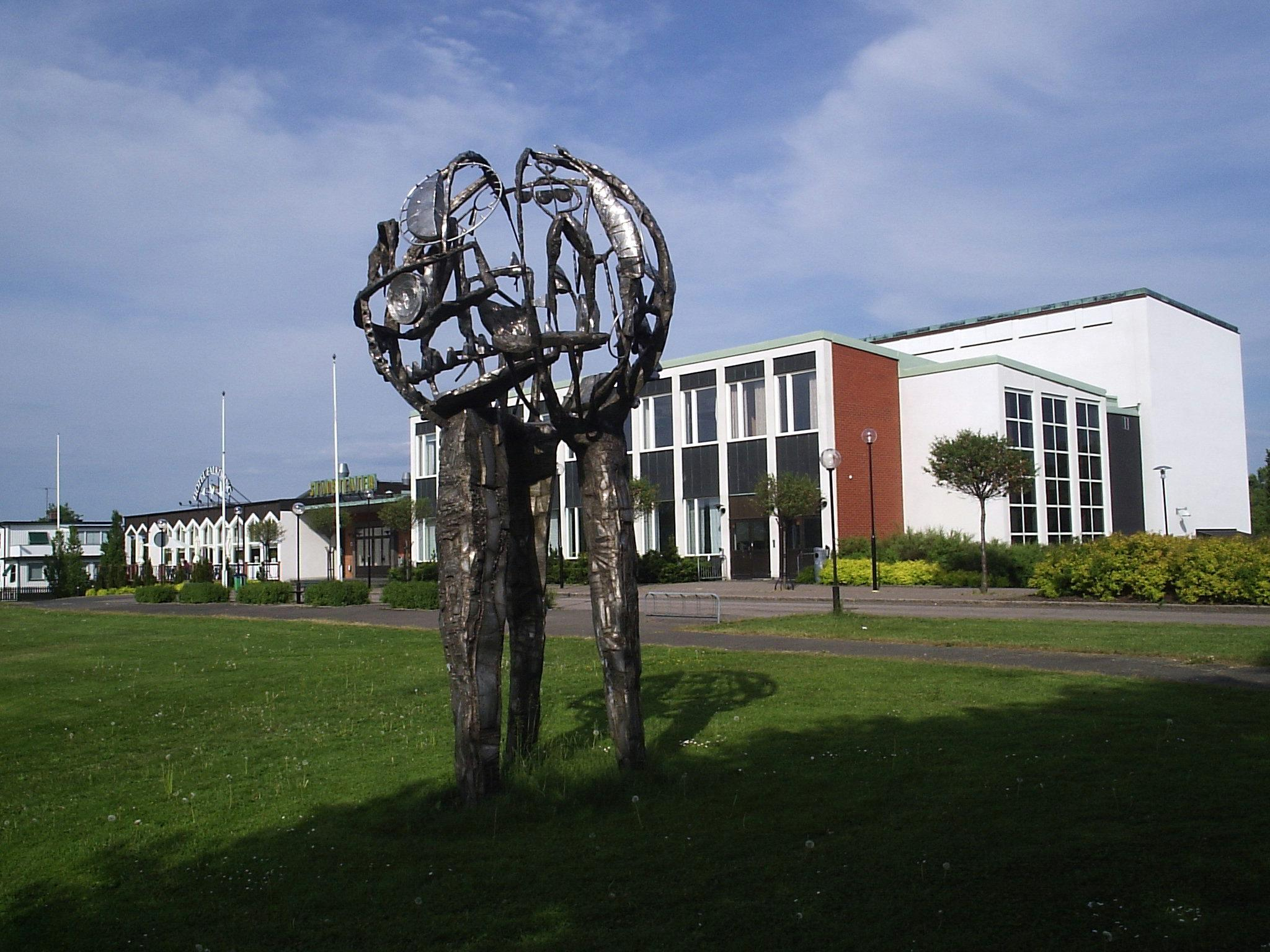
Medborgarplatsen med Stadsteatern och Hotell Falköping. Skulpturen Nerthus Moriens är gjord av Palle Pernevi.

### Befolkningsutveckling
Antalet invånare i Falköpings stad (1619–1965)
(Källor:1619-1700 (uppskattade värden), 1766-1860, 1870-1925, 1940, 1965, 
| Befolkningsutvecklingen i Falköping 1960–2020 | Befolkningsutvecklingen i Falköping 1960–2020 | Befolkningsutvecklingen i Falköping 1960–2020 | Befolkningsutvecklingen i Falköping 1960–2020 | Befolkningsutvecklingen i Falköping 1960–2020 |
| --------------------------------------------- | --------------------------------------------- | --------------------------------------------- | --------------------------------------------- | --------------------------------------------- |
|                                               |                                               |                                               |                                               |                                               |
| År                                            |                                               |                                               | Folkmängd                                     | Areal (ha)                                    |
| 1960                                          | 1960                                          |                                               | 13 977                                        |                                               |
| 1965                                          | 1965                                          |                                               | 15 586                                        |                                               |
| 1970                                          | 1970                                          |                                               | 15 681                                        |                                               |
| 1975                                          | 1975                                          |                                               | 15 126                                        |                                               |
| 1980                                          | 1980                                          |                                               | 14 478                                        |                                               |
| 1990                                          | 1990                                          |                                               | 15 336                                        | 795                                           |
| 1995                                          | 1995                                          |                                               | 15 655                                        | 831                                           |
| 2000                                          | 2000                                          |                                               | 15 369                                        | 830                                           |
| 2005                                          | 2005                                          |                                               | 15 821                                        | 836                                           |
| 2010                                          | 2010                                          |                                               | 16 350                                        | 854                                           |
| 2015                                          | 2015                                          |                                               | 17 170                                        | 890                                           |
| 2020                                          | 2020                                          |                                               | 17 939                                        | 946                                           |
|                                               |                                               |                                               |                                               |                                               |

## Stadsbild

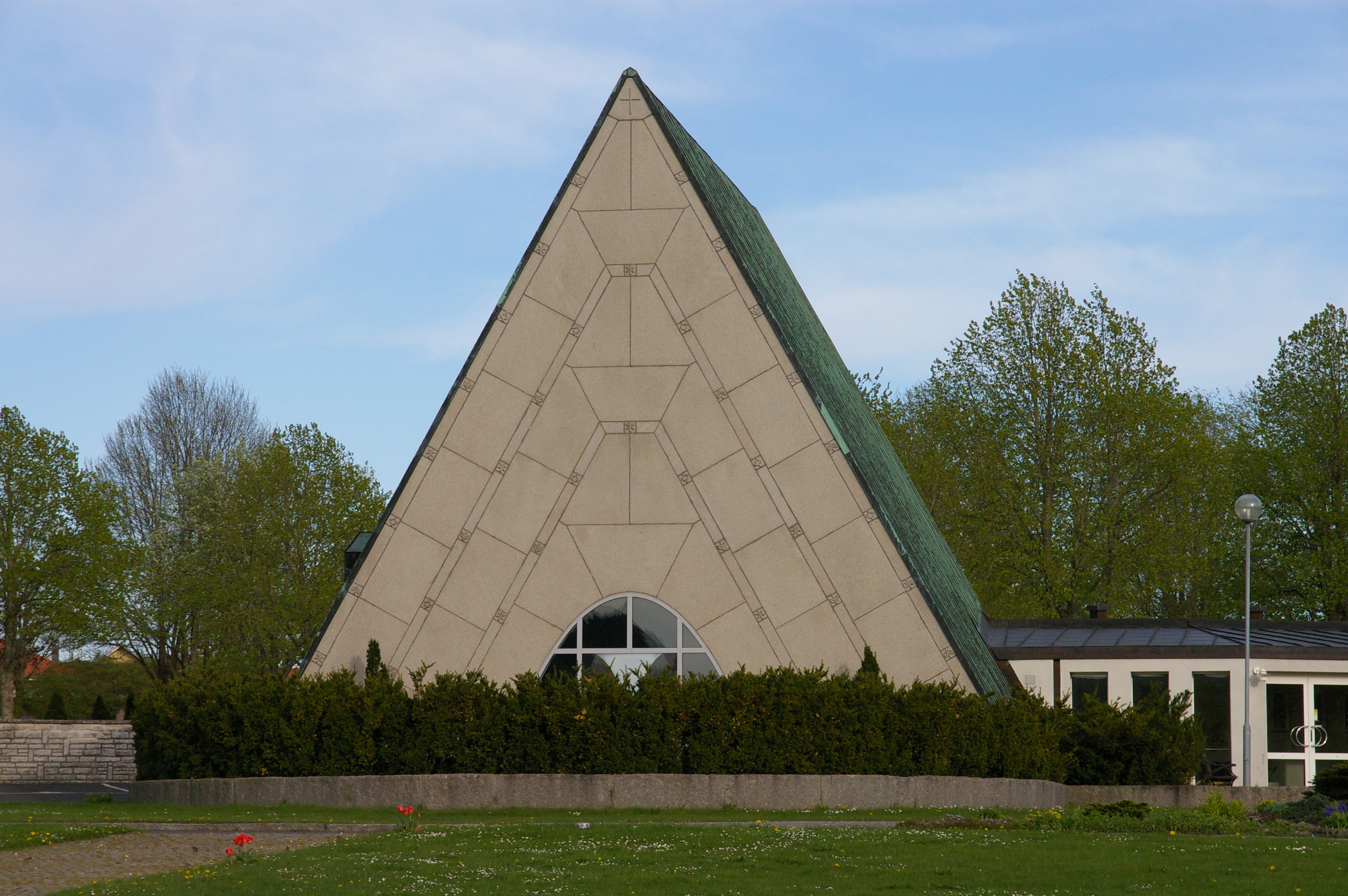
Uppståndelsens kapell.

Stadens centrum var ursprungligen kring Stora torget och Köttorget, där byns enda brunn låg. Stora torgets långsidor är idag bebyggda med hus från slutet av 1800-talet. Längs kortsidorna står moderna byggnader från 1960- och 1970-talet. Mitt på torget står sedan 1931 en fontän med smeknamnet Malta-Johanna. Söder om Stora torget ligger Gamla stan – ett kvarter med mindre hus från 1800-talet. Väster om den gamla stadskärnan ligger Sankt Olofs kyrka från 1100-talet.
Stadsdelen Ranten har bebyggelse som växt fram kring järnvägen. Området har därigenom exploaterats hårt under de senaste 150 åren. I området finns järnvägsstationen, järnvägshotellet, lokstallar och mindre bostadshus. Tidigare var Ranten en större gård, vars boningshus ännu finns kvar mellan järnvägen, Scheelegatan och Rangatan.
Den 1,4 kilometer långa vägen mellan Falköping och Ranten heter Sankt Olofsgatan och bebyggdes kring år 1900. Tidigare gick gatan under namnen Rantavägen och Järnvägsgatan, men fick 1923 namnet Sankt Olofsgatan. Det folkliga namnet på gatan är Ströget. Sankt Olofsgatan är bebyggd med två- och trevåningshus, en folkskola Centralskolan (1903), Planteringsförbundets park (Plantis) och det gamla länssjukhuset (1856). På 1880-talet byggdes Forss hattfabrik och Haglunds rullgardinsfabrik strax norr om Sankt Olofs kyrka. År 2009 rensades fabriksområdet upp och omvandlades till bostäder.
Under 1930-talet och framåt började staden breda ut sig. Det byggdes mest villor och mindre flerbostadshus. Jordbruket har alltid varit viktigt för Falköping. Flera stora spannmålssilos i betong sticker upp längs järnvägen. Dessa har tappat i betydelse då bönderna själva skaffat lagrings- och torkanläggningar. Stationshuset Falköpings Central från 1935 är ett av landets främsta funktionalistiska byggnadsminnesmärken.
Före 1943 var Falköping en villastad. I slutet av andra världskriget påbörjades såsom i många andra städer en utbyggnad  av flerbostadshus och bilismen främjades. I kvarteren kring Stora torget byggdes Epa- och Domusvaruhus. Rådhuset från 1911 revs och ersattes med en tegelbyggnad som föll få människor i smaken. Alla stadens torg omvandlades till parkeringsplatser med p-automater och den gamla belysningen ersattes med fasadmonterade bygglampor.
År 1984 hade förfulningen gått för långt och kommunfullmäktige antog enhälligt Bevarandeplanen. Planen innebär att byggnader och miljöer ska bevaras för framtiden. Bilparkeringen på Stora torget togs bort, den moderna belysningen ersattes med stolpar och armaturer av äldre snitt och en gågata skapades.

### Kyrkor

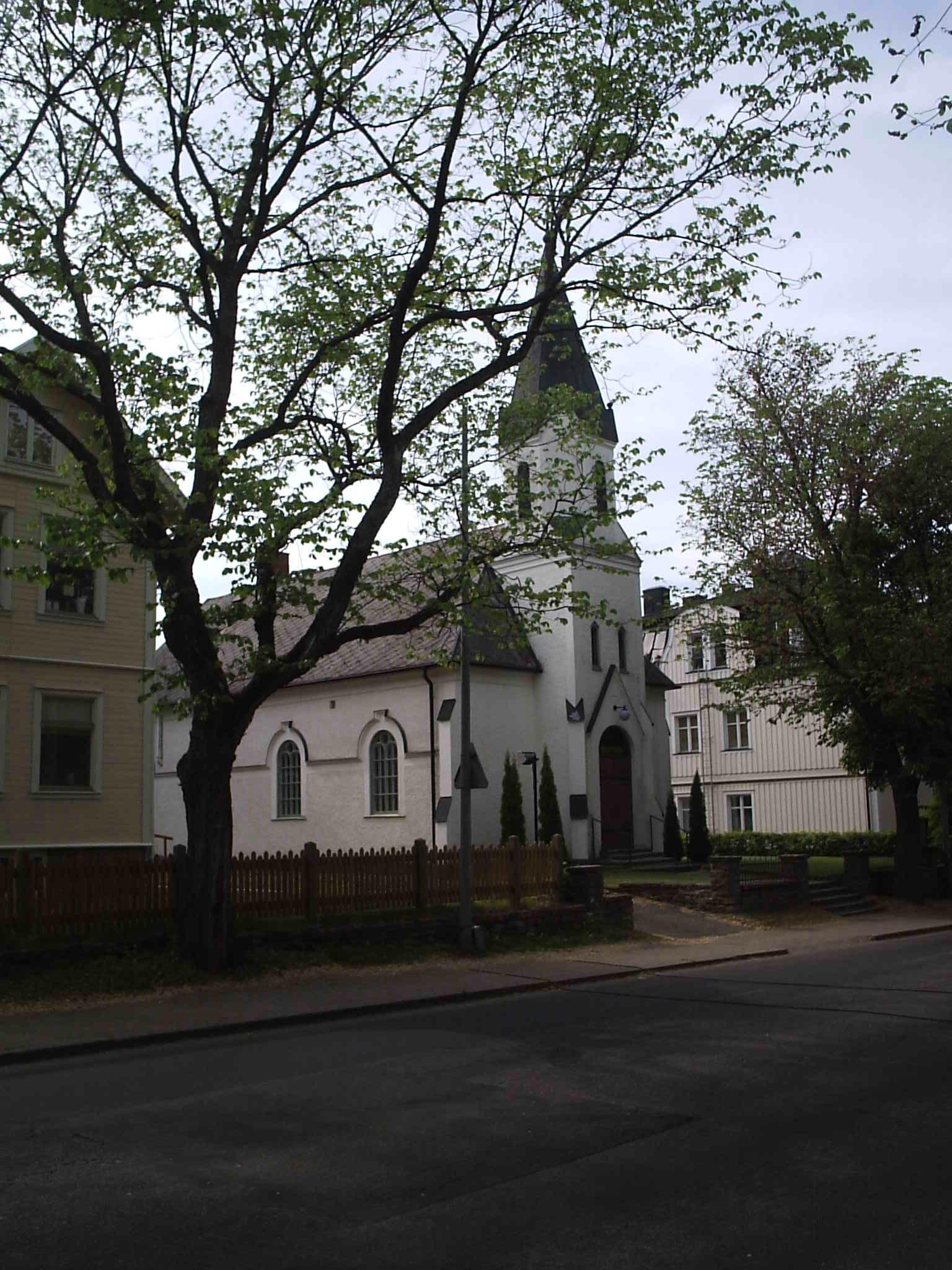
Falköpings Alliansförsamling, Sankt Olofsgatan 35 (i Falköping), den 17 juni 2006

I Falköping har Svenska kyrkan tre kyrkor: S:t Olofs kyrka (1100-talet), Mössebergs kyrka (1960) och Fredriksbergs kyrka (1975). I Bestorp finns ruinen från en medeltida kyrka, som numera inte är synlig. I söder finns stadens kyrkogård och ett begravningskapell – Uppståndelsens kapell. Därtill finns EFS-kyrkan Warenbergskyrkan på Warenbergsgatan 15.
Falköping ligger i utkanten av bibelbältet. Pingstkyrkan i Falköping etablerade sig 1919 och har cirka 650 medlemmar. Förutom den kyrkliga verksamheten driver församlingen en secondhandbutik med kafé och förskolan Växthuset. Sedan 2012 återfinns församlingen i nya lokaler som köptes in och byggdes om till en ny kyrka. Den nya kyrkan inrymmer möteslokaler, idrottssal, barnriket med spel och leklokaler, restaurangkök med bakavdelning, serveringslokal och secondhandbutik. Equmeniakyrkan Falköping (till stor del tidigare Missionskyrkan) har 275 medlemmar. Sedan cirka 2012 och försäljningen av gamla missionskyrkan, bedriver man all verksamhet i det tidigare sommarhemet/församlingshemmet Mössebergsgården. På Mössebergsgården finns även förskolan Utsikten. Allianskyrkan finns på Sankt Olofsgatan 35 (kyrkan byggdes 1901 som metodistkyrkan Johanneskyrkan, men köptes 1966 av Falköpings Alliansförsamling som tillhör Svenska alliansmissionen (SAM)).

### Belysning
I början av 1860-talet lystes Stora torget och Storgatan upp av 12 rovoljelampor. Övriga gator och gränder saknade belysning och var beckmörka efter mörkrets inbrott. År 1866 byggdes ett gasverk som försåg både Falköping och Ranten med belysningsgas. Antalet gatlampor ökade från 12 st på 1860-talet till 64 st 1906.
År 1904 startade Falköpings Elektriska Aktiebolag. Bolaget försåg Falköping med ström från Baltak vid Tidan. Strömförsörjningen varierade kraftigt med nederbörd och årstid, och 1910 påbörjades arbetet med att förse Falköping med ström från Olidans kraftverk. År 1920 upphörde användningen av gasbelysning helt och ersattes med elektrisk belysning. Den billiga elektriciteten och den dåliga koltillgången under första världskriget släckte gasbelysningen för gott.

## Geologi

### Berggrund
I Västergötland används ibland minnesfrasen USA kl 3. Frasen står för begynnelsebokstäverna i Västergötlands berggrund: Urberg, sandsten, alunskiffer, kalksten, lerskiffer och trapp (diabas).
Falköping ligger mestadels på kalkberg. I staden ligger flera nedlagda gamla kalkbrott och många kyrkor, murar och äldre husgrunder är byggda av lokal kalksten. I ett av stadens större kalkbrott har ett badhus med utomhusbad, Odenbadet (1967) byggts. Kalken från berggrunden lakas sakta ur och hamnar i grund- och ytvattnet.
Alunskiffern som ligger under kalkberget är uranhaltig. När uranet sönderfaller bildas radon som läcker igenom det porösa kalkberget. Radonen kan sedan hamna i oventilerade källare och i brunnsvatten. På 1950- och 1960-talet byggdes många hus av blåbetong. De flesta husen i Falköping har fått radonhalterna uppmätta och, då halterna varit höga, tvingats åtgärda problemet.

### Vatten
Under stenåldern bestod Falbygden av betesmarker med små sjöar och vattendrag. Under bronsåldern och även järnåldern växte sjöarna igen och blev mossar. Efter medeltiden började man successivt dika ut sjöar och vattendrag för att ge plats åt det expanderande jordbruket. Stora arealer odlad mark runt Falköping, framför allt söder om staden, består av före utdikningarna oanvändbara kärr och mossar.

### Sjöar
Hulesjön är stadens enda sjö strax väster om staden. Sjön var en populär badsjö fram till 1890 då Falköpings avlopp leddes ut i sjön. På Mösseberg ligger en liten anlagd sjö, Skogssjön eller Pankasjön. Där finns en populär badplats med bryggor och omklädningsrum. Sjöns vatten kommer från mossmarkerna Gröne mad och är rent, men påstås ibland vara brunfärgat. Från sjön rinner Eskebäcken ned för Mössebergs östsida, genom stadsdelen Bestorp och till sist ut i Lidan. Strax öster om staden finns även Agnestadsjön, som dock är anlagd i modern tid.

### Dricksvatten
Falköping ligger där tre härader möts (Vartofta, Vilske och Gudhem samt drygt en mil söderut även Frökinds härad). I mötespunkten fanns byns enda brunn – där vatten vevades upp i en spann. I anslutning till Bybrunnen antas det att det kan ha legat en hednisk kultplats. Idag är brunnen igengrävd och låg där Köttorget nu ligger. I stadens utkant rann Ellet, en bäck som användes för tvätt och vattning av kreatur.
Falköping har sedan 1700-talet haft vattenbrist. Falköpings höga läge har gjort att brunnarna sinat under varma och torra somrar. Ända sedan 1800-talet har man försökt hitta nya vattentäkter. Dricksvattnet var kalkhaltigt (13 °dH), och hade en bismak av humusämnen. Under varma dagar kunde vattnet ge upphov till magsjuka.
Sedan 1959 får Falköping sitt vatten från Vättern. Vattenledningen var ett samarbete mellan Falköpings, Skara och Skövde städer för att leverera mjukt vatten (3 °dH). De gamla vattenkällorna används som reservvattentäkt. Flera av stadens gamla vattentäkter är nu oanvändbara då de förgiftats av ogräsmedlet 2,6-Diklorbensonitril (Totex strö).[källa behövs]

## Kommunikationer

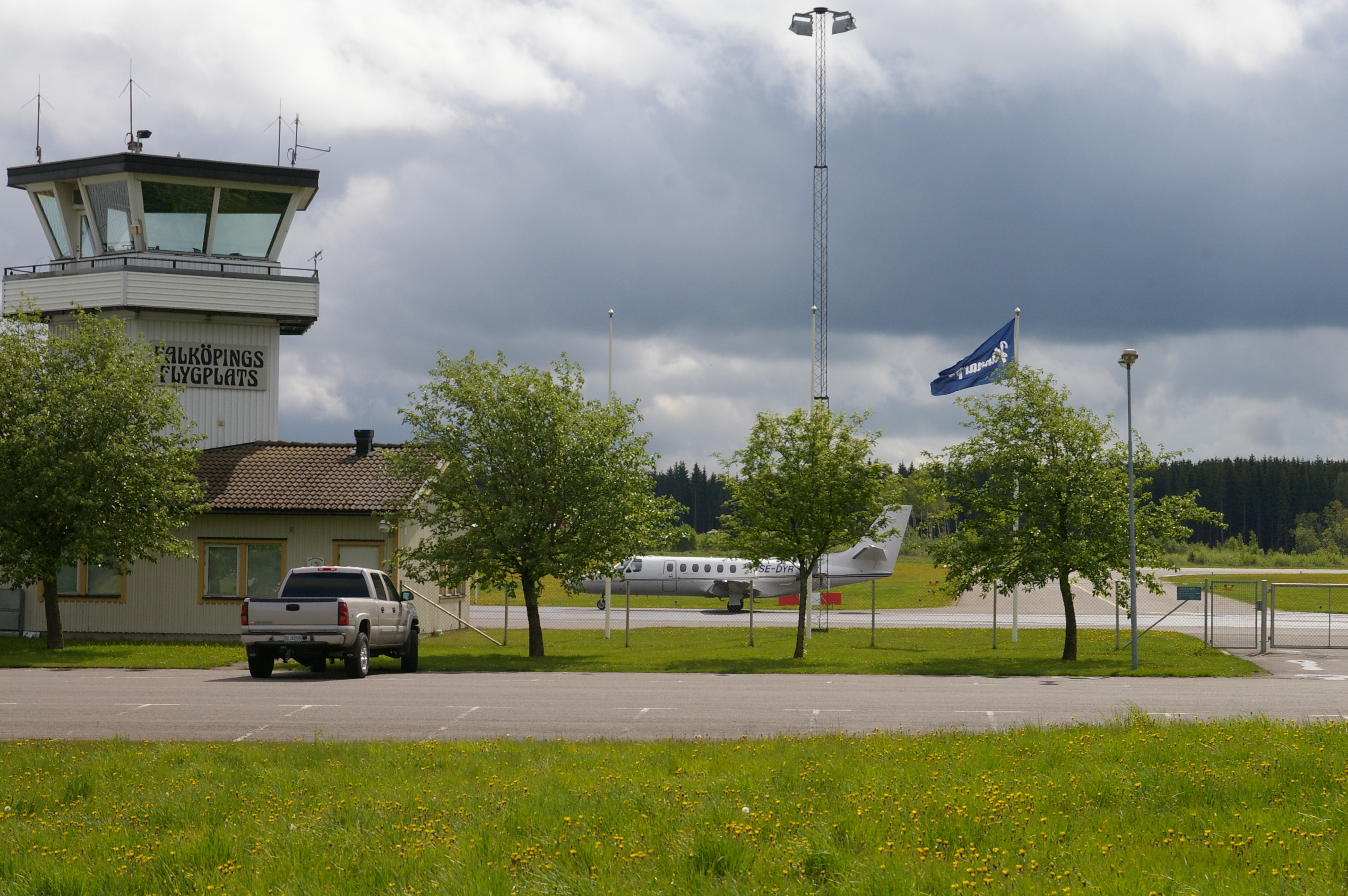
Falköpings flygplats.

Den första busslinjen gick mellan Stora torget och Mössebergsparken år 1910. Idag trafikerar fyra biogasbussar lika många busslinjer. Tre av busslinjerna utgår från stadens gamla stadskärna och en från järnvägsstationen
Falköping är en järnvägsknut och har gott om förbindelser med andra orter. Här möts Västra stambanan och Jönköpingsbanan. Tidigare, men idag nedlagda, järnvägar gick till Ulricehamn (Västra Centralbanan, 1906–1991) och Uddagården (godsbanan Falköping–Uddagårdens Järnväg, 1887–1981). På den senare ligger rälsen mestadels kvar, medan den förra har gjorts om till cykelväg.
Falköpings flygplats invigdes 1985 med en 1 300 m lång bana. Flygplatsen byggdes av Falköpings kommun för att tillmötesgå Kinnarps kontorsmöblers önskemål om att ha ett närbeläget flygfält för sitt affärsflyg. Flygplatsen ligger endast några hundra meter från Sikagårdens industriområde i utkanten av Falköping. På flygplatsen bedriver Falbygdens flygklubb sin verksamhet. Flygklubben ordnar utbildning för segelflygcertifikat och motorflygcertifikat (JAR-PPL).
De två cykellederna Västgötaleden och Sverigeleden går genom respektive förbi staden. Den 40 km långa vandringsleden Pilgrimsleden går mellan Falköping (Sankt Olofs kyrka)–Gudhem (Gudhems klosterruin)–Broddetorp–Varnhem (Varnhems kloster), vars sträckning i huvudsak följer den forntida vägen.

## Näringsliv

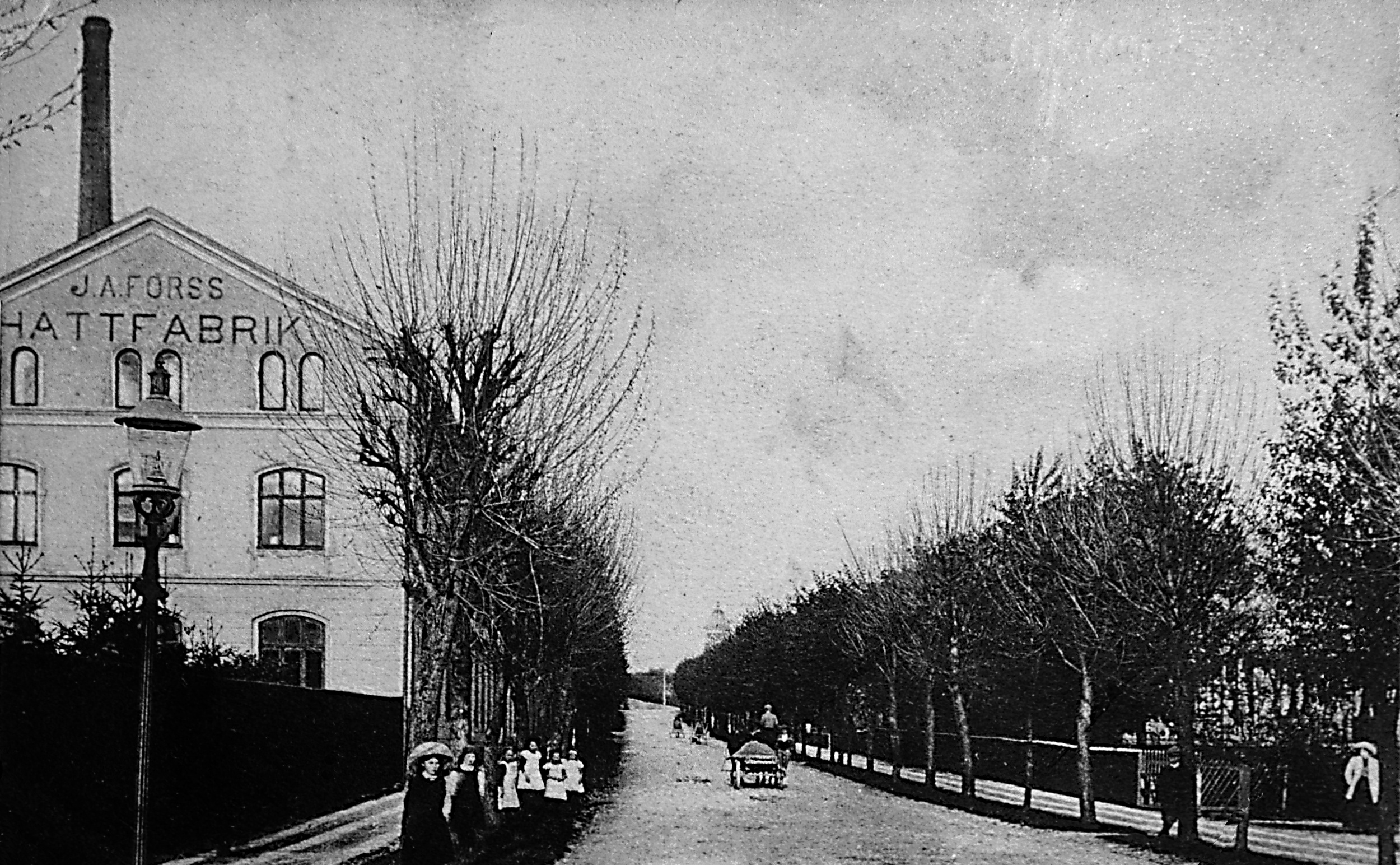
Forss hattfabrik kring sekelskiftet 1900.

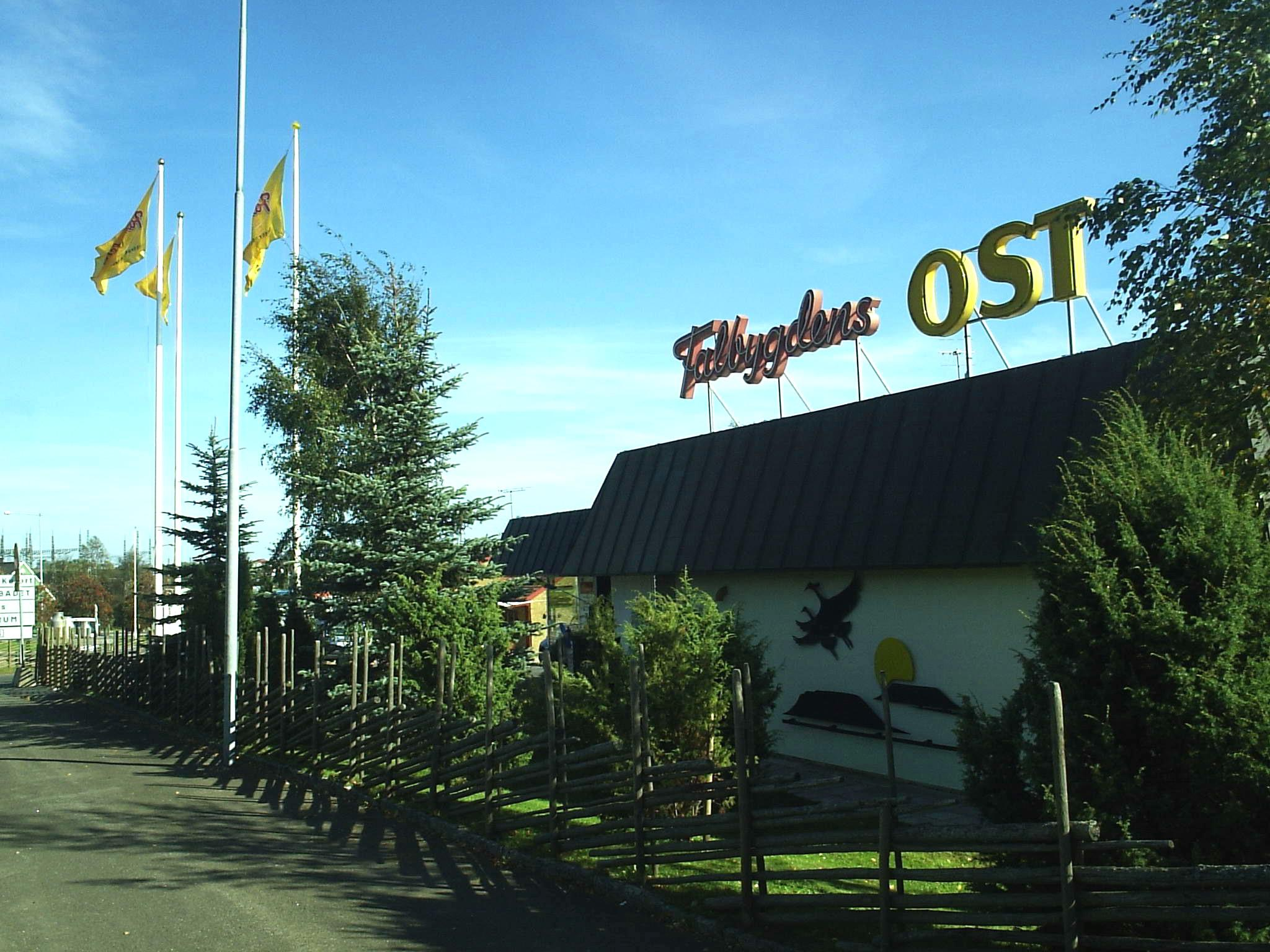
Falbygdens ost.

Under första halvan av 1800-talet gick livet i Falköping sin egen lunk. Jordbruk och hantverk var den dominerande sysselsättningen. Några dagar om året bröts lugnet av marknadsdagar. Varor och tusentals kreatur bytte ägare, och under några dagar mångdubblades stadens invånarantal. När jordbruket effektiviserades under 1800-talet så blev många människor arbetslösa. För att lindra effekterna införde staden beredskapsarbete. Männen fick sysselsättning i stadens stenbrott, medan kvinnorna fick arbeta med linförädling.

### År 1850–1900
Under andra halvan av 1800-talet skedde en omsvängning från jordbrukssamhälle till industrisamhälle. Brytpunkten var när skråväsendet avskaffades 1846, och innebar att vemsomhelst fick starta eget företag. Före industrialismen var livet i staden anpassat efter solens upp och nedgång, och kyrkklockan slog timslag efter soltid. När järnvägen drogs förbi Falköping började järnvägen använda järnvägstid, medan staden fortsatte använda soltid. Järnvägen och staden använde olika tider fram till 1879, då normaltid infördes.
Kring sekelskiftet 1900 hade Falköpings industrier utvecklats från företag med skickliga hantverkare, till hårt tidsstyrda tayloristiska industrier med outbildad arbetskraft. De arbetslösa drängarna och pigorna hade blivit industriarbetare. Vid Haglunds rullgardinsfabrik tjöt ångvisslan så det hördes över hela staden för att markera arbetsdagens början.
Tidiga industrier i Falköping var Victoria bryggeri (1856–1953), Haglunds rullgardinsfabrik (1885–) och Forss hattfabrik (1880-talet). Samtliga industrier var belägna nordväst om stadskärnan. Den växande penningekonomin gjorde att Sparbanken (1860–) öppnade kontor i en byggnad belägen längs Stora torgets östra kortsida. Tidiga handelsföretag var Norders bokhandel (1854–), Axel Spetz järnhandel (1875–) och klädbutiken Emil Kilander (1877–2013).

### 1900-talet
Under 1900-talets första hälft etablerar sig guldsmedjan Alton (1928), Falköpings Mejeri (1930-), verkstadsindustrin Arkivator (1940-) som numer ägs av Leax och de numer nedlagda syfabrikerna Svaréns och Ottossons.

### 2000-talet
Efter ett försök med Scand Point gjordes ett nytt försök med en inlandshamn och 2013 invigdes Skaraborg Logistic Center, En. s.k. "torrhamn" med samma funktion som en hamn; För av- och pålastning av gods mellan tåg och lastbilar. Denna lockade genast till sig Jula och andra företag i närheten som såg potentialen hos en närbelägen lastning och förvaringslösning med järnvägsanslutning. Terminalen har 4 st järnvägsspår, och man har beslutat att utöka med ytterligare ett spår.

### Bankväsende
Falköpings sparbank grundades år 1860 och verkade som en fristående sparbank fram till år 1977 när den uppgick i Sparbanken Norra Skaraborg, senare en del av Swedbank.
Skaraborgs läns enskilda bank hade representation i Falköping från 1860-talet. Sydsvenska kreditaktiebolaget öppnade ett avdelningskontor under tidigt 1900-tal. Även Göteborgs handelsbank etablerade så småningom ett kontor i Mariestad och tog år 1925 över Sydsvenska kredits kontor.
SEB stängde sitt kontor i Falköping mot slutet av 2017 och i mars 2018 stängde Nordea sitt kontor. Därefter hade Swedbank och Handelsbanken kontor i Falköping.

## Utbildning
I staden finns det sex kommunala grundskolor. Dessa är
- Dotorpsskolan (F-6)
- Mössebergsskolan (F-6)
- Vindängens skola (F-6)
- Åttagårdsskolan (F-5)
- Centralskolan (F-6)
- Högstadium Centrum (7-9)

I Falköping har man kunnat avlägga studentexamen sedan 1951 vid det som sedan blev Falköpings högre allmänna läroverk. Ållebergsgymnasiet har förutom sedvanliga praktiska och studieförberedande utbildningar även volleybollgymnasium.
På Lärcenter i Falköping finns YH-utbildningar som guldsmed och signaltekniker.

## Kultur
Falköping har ett stadsbibliotek som haft datoriserad utlåning sedan 1980. Stadens teaterscen Stadsteatern ligger på Medborgarplatsen. Teatern är välhållen men har tämligen oansenlig teaterverksamhet. Cosmorama, stadens enda biograf, drivs av Eurostar. På Ranten finns en folkpark som hade sin storhetstid på 1950-, 1960- och 1980-talet.
Stadsmuseet Falbygdens museum ligger i Planteringsförbundets park utmed Ströget (Sankt Olofsgatan) och har sedan 1994 en forntidsutställning där bland annat Hallonflickan och kopior av Gerumsmanteln och Ållebergskragen visas. Fonus har i anslutning till sin likkistfabrik på Midfalegatan ett begravningsmuseum.

## Nöjesliv och övernattning

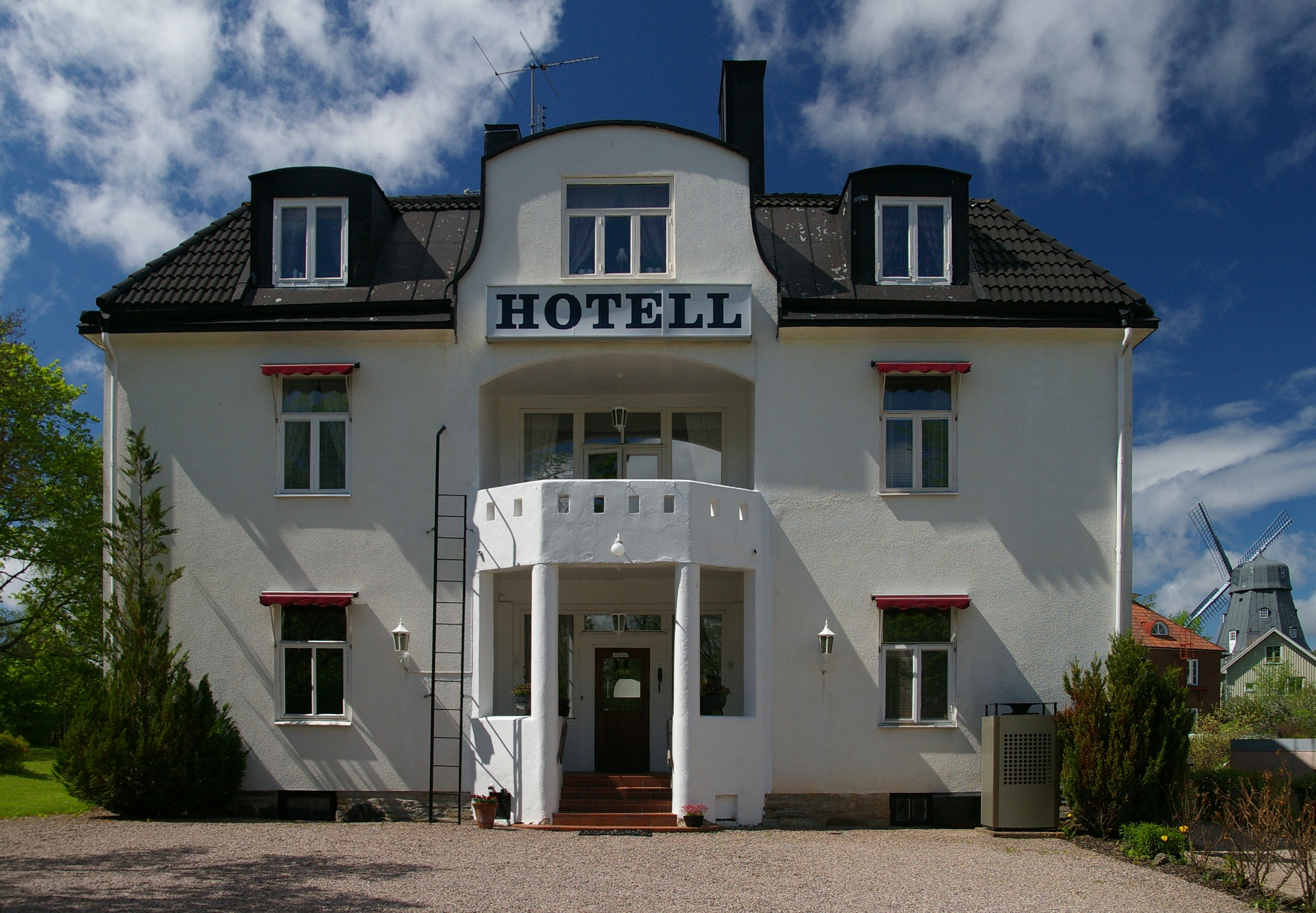
Hotell S:t Olof.

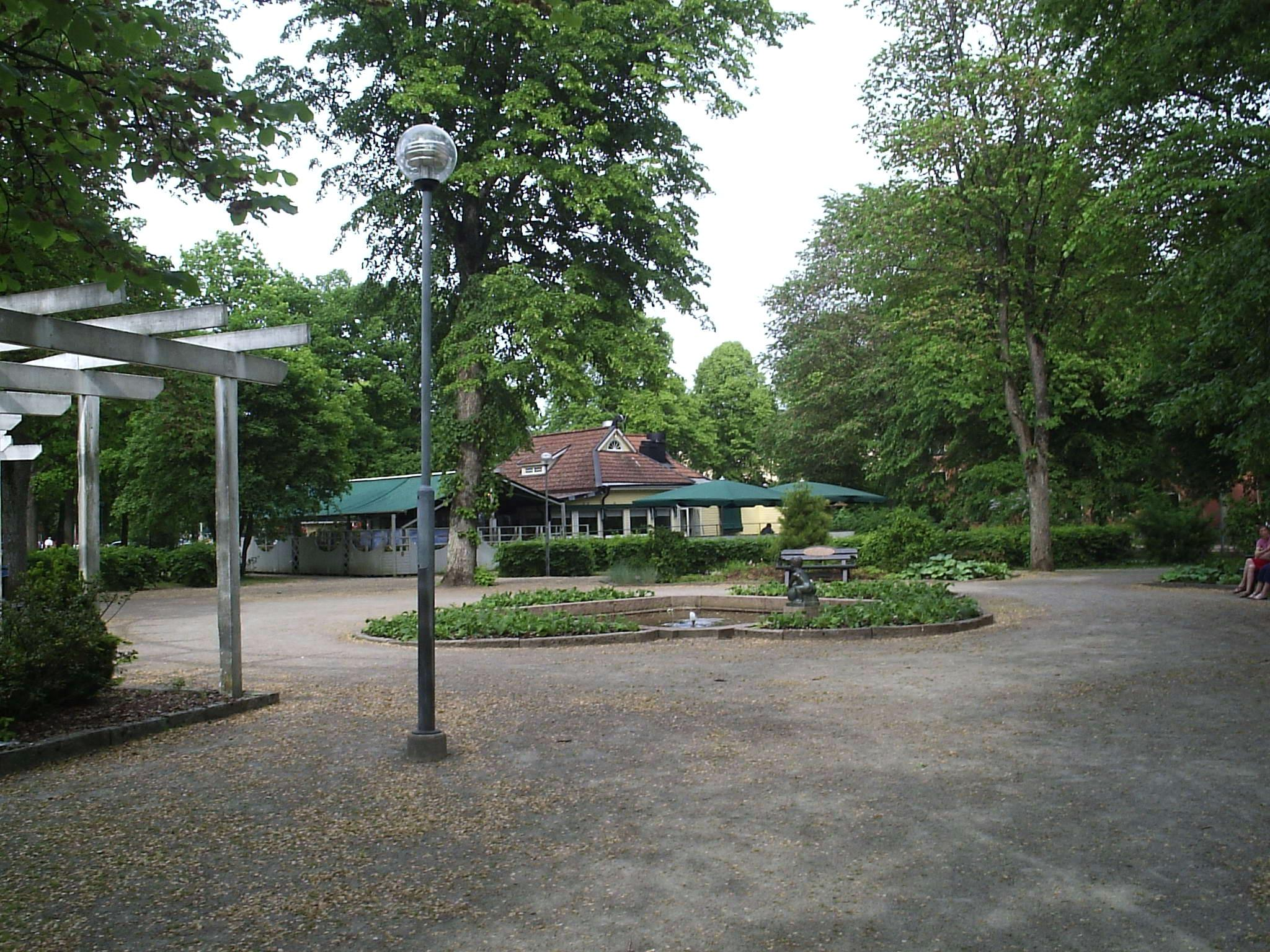
Planteringsförbundets park "Plantis". Den gamla Plantis-byggnaden är numera riven och ersatt av en ny restaurangbyggnad på samma plats

Falköping har flera restauranger och nöjesställen, t.ex. Bowlingstället, Plantis, Teaterbaren, Gondolino, Aroy och Ströget, varav några ligger utmed Ströget (Sankt Olofsgatan), som förbinder stadsdelen Ranten med stadens äldre centrum. Utöver nämnda restauranger finns ett tiotal pizzerior i staden. 
Ett årligt återkommande evenemang i Falköping är ett av Europas största bil- och cruisingsevent: Nasco Yankees cruising under vilken staden fylls med hundratals raggarbilar. 
Falköping har fyra hotell: Rantens hotell, Hotell Falköping, Hotell S:t Olof och Mössebergs kurort. Inget av hotellen har något nöjesutbud utan erbjuder enbart övernattning och förtäring. Tidigare fanns ett hotell - Stora hotellet (1929) - med dans, bar och musik. Det ägdes sedan 1985 av Skanska som emellertid lät hotellet förfalla. Hotellet revs i slutet av år 2009. Hotellet finns med i Jan Jörnmarks bok Övergivna platser. På platsen uppfördes senare ett nytt hus för bostäder och sportbaren O'Learys.
I Mössebergsparken helt nära Mössebergs kurort ligger ett STF Vandrarhem.

## Sport
Mitt i staden ligger fotbolls och friidrottsarenan Odenplan från 1920-talet som renoverades 1987 och senare även år 2008. Den är hemmaarena för fotbollslagen Falköpings KIK, IFK Falköping och Falköpings FK. Alldeles intill ligger Odenbadet (1967) med 25 m inomhusbassäng, en 50 m utomhusbassäng, samt ett mindre äventyrsbad. I samma kvarter ligger handbolls- och brottningshallen Odenhallen (1957) och Frejahallen (2000). Här ligger även tennishallen Oden tennis och dessutom ligger Ungdomens Hus (fritidsgård), som byggdes till under Odenhallens renovering som blev klar våren 2009, i samma byggnad. I anslutning till gymnasiet 500 m öster ut ligger ishallen Odenrinken som är hemmaarena för IFK Falköpings hockeylag Blue riders. Här ligger även två fotbollsplaner med konstgräs.
På Mössebergs östsida finns slalombacken Mössebergsbacken med fyra nedfarter som drivs av Falköping alpin. Fallhöjden är ca 74 m. I anslutning till skidbacken finns motionsspår med omklädningsrum, en liten badsjö - Pankasjön och Mössebergs camping (1984).

### Klubbar & föreningar
| - BK Falan - Badmintonklubb - BK Oden Falköping - Bowlingklubb - Falbygdens HSF - Ryttarförening - Falköpings FIK Basket - Basketklubb - Falköpings AIK Bowling - Bowlingklubb - Falköpings AIK Friidrott - Friidrottsförening - Falköpings AIK Handboll - Handbollsklubb - Falköpings AIK Orientering - Orienteringsförening - Falköpings AIK Skidor - Skidklubb | - Falköpings AIK Slalom - Skidklubb - Falköpings CK - Cykelklubb - Falköpings FIK - Friidrottsförening - Falköpings FK - Fotbollsklubb - Falköpings GK - Golfklubb - Falköpings IBK - Innebandyförening - Falköpings KIK - Fotbollsklubb - Falköpings SS - Simförening | - Falköpings TK - Tennisförening - Falköpings VK - Volleybollförening - IFK Falköping - Fotbollsklubb - IFK Falköping BTK- Bordtennisklubb - IFK Falköping IK - Ishockeyklubb - RIG Falköping - Volleybollförening - Falköpings TK - Tyngdlyftningsklubb |

## Kända personer med anknytning till Falköping
Se även Personer från Falköping
- Anders Wejryd, ärkebiskop emeritus
- Birgit Friggebo, f.d. bostads- och kulturminister
- Bosse Ringholm, f.d. vice statsminister (2004–2006), f.d. finansminister
- Curt Petersen, sångare, musiker och evangelist i duon Curt & Roland
- Eddie Meduza, rockmusiker
- Gottfrid Nymberg, direktör och donator
- Harald Schiller, författare, journalist och litteraturhistoriker
- Henry "Garvis" Carlsson, fotbollsspelare
- Ingamay Hörnberg, sångerska, röstskådespelare
- Ivar Tengbom, professor, arkitekt
- Johan Macéus programledare TV4
- Johanna Hagström, längdskidåkare
- John Liedholm, (pseudonym: Jönn), diktare, konstnär och fornvän
- Johnny Bode, sångare och kompositör
- Jonas Lindberg, fotbollsspelare
- Jonas Thern, fotbollsspelare, mittfältare
- Krister Brandt (pseudonym: Astrid Gogglesworth), författare
- Lars Elinderson, riksdagsman
- Madelen Janogy, fotbollsspelare
- Marianne Ahrne, filmregissör och författare
- Mari Heidenborg, jurist, Sveriges justitiekansler 2018-2024[72]
- Mikael Nilsson, fotbollsspelare
- Niklas Schiöler, författare, poesikännare, fd bordtennisspelare
- Olof Lagercrantz, författare och publicist
- Ronnie Sandahl, krönikör och författare
- Sara Hagström, orientering